# Красино (Вологодская область)
Красино — деревня в Устюженском районе Вологодской области.
Входит в состав Моденского сельского поселения, с точки зрения административно-территориального деления — в Моденский сельсовет.
Расположена на правом берегу реки Молога напротив деревни Глины. Расстояние по автодороге до районного центра Устюжны — 46 км, до центра муниципального образования села Модно — 6 км. Ближайшие населённые пункты — Большая Липенка, Кортиха, Модно.
Население по данным переписи 2002 года — 33 человека (11 мужчин, 22 женщины). Преобладающая национальность — русские (97 %).